# Leimacomys buettneri
Leimacomys buettneri é uma espécie de roedor da família Muridae. É a única espécie descrita para o gênero Leimacomys.
Apenas dois espécimens coletados perto da localização-tipo de Bismarckburg, próximo de Yege, Togo em 1890, são conhecidos. Provavelmente também ocorre em Gana, devido à proximidade do local da coleta com a fronteira.